# Kostel svaté Trojice (Neusalza)
Kostel svaté Trojice v Neusalze (německy Kirche „Zur Heiligen Dreifaltigkeit“ von Neusalza) je evangelický kostel ve městě Neusalza-Spremberg v Sasku; jedná se o bývalý exulantský kostel pro českojazyčné utečence před rekatolizací.
Farní kostel sv. Trojice byl postaven v letech 1675–1679 z iniciativy Anny Kateřiny ze Salzy († 1682). Prostý sálový kostel je pokryt příkrou střechou. Barokní věž byla přistavěna až v letech 1769–1770 zásluhou česko-německého pastora Johanna Kleycha. Interiér se nedochoval v původním stavu. Prostý kazatelnový oltář pochází z roku 1859.
Prvním českým kazatelem v kostele sv. Trojice byl Štefan Pilárik. V kostele se kázalo česky do roku 1801.